# Forma di volume
In geometria differenziale, una forma di volume è una particolare {\displaystyle n}-forma differenziale utile a definire una misura su una varietà differenziabile, e quindi un metodo per definire una nozione di volume all'interno di questa.

## Definizione
Una forma di volume su una varietà differenziabile {\displaystyle M} di dimensione {\displaystyle n} è una {\displaystyle n}-forma differenziale che non si annulla in nessun punto
In una carta locale, la forma si scrive come
{\displaystyle \omega =\omega _{x}dx^{1}\wedge ...\wedge dx^{n}}
dove {\displaystyle \omega _{x}} è un numero reale dipendente dal punto {\displaystyle x}. Per ipotesi, {\displaystyle \omega _{x}\neq 0} per ogni {\displaystyle x} .

## Proprietà

### Orientabilità
Una varietà può avere una forma volume se e solo se è orientabile: questo fatto è spesso usato come definizione di orientabilità. Quindi la bottiglia di Klein ed il piano proiettivo reale non ammettono una forma volume, mentre lo spazio euclideo, la sfera di dimensione arbitraria, il toro ammettono forme volume.

### Misura
Una forma volume {\displaystyle \omega } definisce una misura sugli insiemi boreliani {\displaystyle S} di {\displaystyle M}, tramite l'integrale
{\displaystyle \int _{S}\omega .\,\!}
Un insieme in {\displaystyle M} è boreliano se è tale letto in ogni carta.

## Esempi
Una forma volume su una varietà è spesso dedotta da altre strutture.

### Varietà riemanniana
Una varietà riemanniana orientata ha una forma di volume. Su ogni spazio tangente {\displaystyle T_{x}}, si tratta dell'unico tensore antisimmetrico di tipo {\displaystyle (n,0)} che vale
{\displaystyle \omega (e_{1},\ldots ,e_{n})=1}
su ogni base ortonormale {\displaystyle (e_{1},\ldots ,e_{n})} di {\displaystyle T_{x}}. In una carta, si scrive come
{\displaystyle \omega ={\sqrt {\det g}}\,dx^{1}\wedge ...\wedge dx^{n}}
dove {\displaystyle g} è il tensore metrico, che essendo definito positivo ha determinante strettamente positivo in ogni punto.

### Varietà pseudoriemanniana
Una varietà pseudo-riemanniana orientata ha una forma di volume, definita in modo analogo, inserendo un valore assoluto:
{\displaystyle \omega ={\sqrt {|\det g|}}\,dx^{1}\wedge ...\wedge dx^{n}}
dove {\displaystyle \det g\neq 0} perché {\displaystyle g} è non degenere in ogni punto.

### Varietà simplettica
Una varietà simplettica ({\displaystyle M}, {\displaystyle \omega }) ha una forma volume. La varietà ha dimensione {\displaystyle 2n} ed è dotata di una 2-forma differenziale {\displaystyle \omega } chiusa e non degenere. 
Si definisce forma volume simplettica, o la forma di Liouville indotta da {\displaystyle \omega } la
{\displaystyle \Xi _{\omega }:={\frac {(-1)^{n(n-1)/2}}{n!}}\wedge ^{n}\omega }